# امیرآباد (محلات)
امیرآباد(AmirAbad) روستایی در دهستان باقرآباد بخش مرکزی شهرستان محلات استان مرکزی ایران است. این روستا یک روستای ییلاقی می‌باشد.
مردم این روستا اغلب کشاورز و دامدار هستند.
مهم‌ترین تولید کشاورزی و گلخانه ای این روستا گل‌های زینتی شاخه بریده می‌باشد.
پروش گل و گیاه در منطقه امیرآباد بزیجان (بزی جان) محلات از دیرباز رونق داشته و یکی از اصلی‌ترین پرورش گل و گیاه در خاورمیانه می‌باشد که به همین خاطر محلات رو هلند ایران نامگذاری کرده‌اند.
بید قرمز هم از محصولات انحصاری این روستا و منطقه بزیجان(بزی جان) در دنیا می‌باشد.
بید قرمز محصولی است که در اواخر پاییز بدست آمده و تا اوایل بهار موجود است.
این محصول بیشتر جنبه تزیینی در گلدان یا دسته گل می‌باشد.
محصولات باغی و سر درختی روستا گردو بادام سیب به هلو می‌باشد.
از دیرباز دامداری در این منطقه رونق داشته است.
این روستا دارای قنات می‌باشد که باعث رونق روستا و از جاذبه‌های تفریحی نیز محسوب می‌شود.
جاذبه‌های تفریحی و توریستی که از خارج روستا به آن مراجعه می‌شود و در دامان طبیعت از آن لذت برد عبارت است از قنات، چشمه شمالی، سد، قرمزیا، تخت، چاه نو و بیابان‌های سرسبز اطراف روستا می‌باشد.
این روستا با دو روستای همجوار خود یعنی سعادت آباد و بزیجان روابط خویشاوندی داشته و اغلب این سه روستا را به نام روستای بزیجان می‌شناسند که دلیل آن به مرکزیت بزیجان و بزرگ‌تر بودن آن می‌باشد.
اغلب افراد روستا در تابستان مشغول کشاورزی و دامداری و در زمستان را به گلخانه ودامداری مشغول اند.
مردم این سه روستا در تهران خیابان پیروزی دارای حسینیه ای بنام حسینه سیدالشهدا می‌باشند که به حسینیه بزیجانی‌های مقیم تهران نیز معروف است.

## جمعیت
بر پایه سرشماری عمومی نفوس و مسکن در سال ۱۳۹۵ جمعیت این روستا ۱۰۷ نفر (۳۷خانوار) بوده است.